# De gijzelaar van de Gouden Driehoek
De gijzelaar van de Gouden Driehoek is een spionageroman van auteur Gérard de Villiers en het 118e deel uit de S.A.S.-reeks met als protagonist de Oostenrijkse prins en freelance CIA-agent Malko Linge.

## Het verhaal
De Gouden Driehoek in Zuidoost-Azië is het grensgebied tussen Thailand, Laos en Myanmar. Het gebied dat voornamelijk bekendstaat om de papaverteelt, opiumproductie en handel in heroïne.
Matt Gritt, het hoofd van het CIA-kantoor in Thailand wordt door drugshandelaren gegijzeld in het gebied dat bekendstaat onder de naam “Gouden Driehoek”.
Malko wordt op een missie gezet om de gijzelaar levend te bevrijden en de drugshandel in het gebied een zware slag toe te brengen.
De drugshandelaren zijn echter meedogenloos. Zij bedreigen, intimideren en mishandelen de gijzelaar. Zal Malko erin slagen Matt Gritt tijdig te bevrijden?

## Personages
- Malko Linge, een Oostenrijkse prins en CIA-agent;
- Matt Gritt, het districtshoofd van het CIA-kantoor in Thailand;
- Khun Sa, een Aziatisch drugshandelaar.

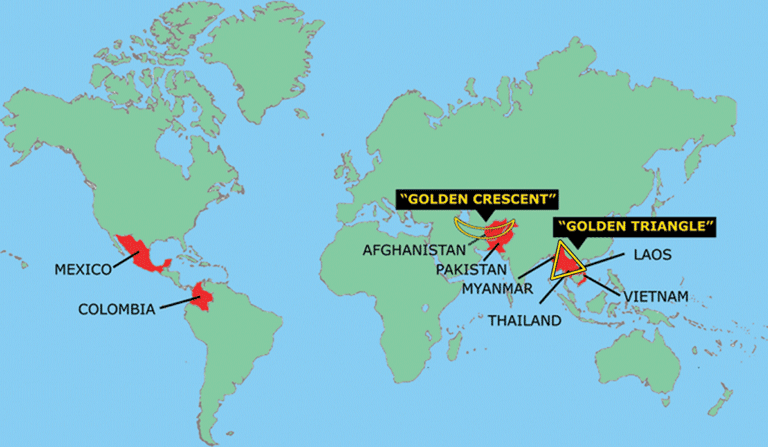
De “Gouden Driehoek” is een van de grootste heroïneproducerende gebieden ter wereld.